# Christo Filčev
Christo Dimov Filev (Христо Димов Филчев; 26. ledna 1964 Dimitrovgrad, Bulharsko) je bývalý bulharský reprezentant v zápase. V roce 1988 na letních olympijských hrách v Soulu vybojoval v řecko-římském zápase 7. místo ve váhové kategorii do 52 kg.